# Cancioneiro da Vaticana
El Cancioneiro da Vaticana és un dels tres cançoners que recullen les cantigues de la poesia medieval galaicoportuguesa. Deu el seu nom al fet d'haver estat descobert el 1840 per Fernando Wolf a la Biblioteca Vaticana, a Roma.

## Descripció
El Cancioneiro da Vaticana (còdex Vat. Lat. 4803), també conegut com a V, és un còdex de 210 fulls numerats, que conté un total de 1.205 cantigues, atribuïdes a un centenar d'autors diferents. En el manuscrit, s'evidencia l'existència de dos amanuenses: l'un va copiar els poemes i un altre va afegir els noms dels autors. Les cantigues pertanyen als tres gèneres principals de la lírica galaicoportuguesa: cantiga d'amor, cantiga d'amic i cantiga d'escarn. Igual que el Cancioneiro Colocci-Brancuti, pot datar-se al començament del segle xvi. Com aquest, se suposa còpia d'un còdex anterior, que pot haver estat compilat per Pere de Portugal, comte de Barcelos, en la primera meitat del segle xiv.

## Cancioneiro de Berkeley
El Cancioneiro de Berkeley, anteriorment conegut com a Cancioneiro de um grande d'Hespanha és una antiga còpia parcial (o descriptus) feta pels volts de 1600 del Cancioneiro da Vaticana. Va ser trobat a Madrid pel diplomàtic brasiler Francisco Adolfo de Varnhagen el 1857, que en va publicar un estudi el 1872 anomenat Cancioneirinho de Trovas Antigas. Actualment aquest document es troba a la Bancroft Library de Berkeley (Califòrnia), amb la codificació MS DP3 F3 número 2, (MS UCB 143), vol. 131. Conté 273 fulls de 335 x 230 mm.